# Erin Gray
Erin Gray   (Honolulu, 7 de gener de 1950) és una model i actriu estatunidenca que va interpretar els papers de la coronel Wilma Deering a la sèrie de televisió de ciència-ficció Buck Rogers in the 25th Century i de Kate Summers-Stratton a la comèdia de situació Silver Spoons.

## Joventut
Gray va néixer el 7 de gener de 1950 a Honolulu, Territori de Hawaii (actualment, l'estat de Hawaii), filla de Diane i Daniel Gray. Quan Gray tenia vuit anys, els seus pares es van separar.
Gray va viure amb els seus avis a Palm Springs (Califòrnia) durant uns anys. Finalment, ella i la seva mare es van traslladar a Larkspur (Califòrnia). Gray va assistir al Redwood High School i va acabar el seu darrer semestre a la Pacific Palisades High School. Va assistir breument a la universitat a UCLA, especialitzant-se en matemàtiques, però va deixar l'escola per seguir una carrera en model i es va traslladar a Nova York.

## Carrera professional
Gray va començar la seva carrera com a model. Es va presentar al seu primer concurs i va guanyar una feina de model a St. Louis quan tenia 14 anys. Va seguir fent anuncis a Los Angeles. També va aparèixer a la televisió l'any 1967 com a ballarina a Malibu U. No obstant això, va decidir traslladar-se a Nova York per continuar la seva carrera de model. El 1975, Gray era una de les millors models de televisió del país, guanyant 100.000 dòlars l'any. Després d'haver desenvolupat un interès per la interpretació, va fer una audició per parts durant els seus freqüents viatges a Los Angeles.
El 1978, va aconseguir el seu primer paper protagonista a la minisèrie Evening in Byzantium. Després Gray va tenir un contracte de set anys a Universal Studios, que la va portar directament a fer el paper de la coronel Wilma Deering a Buck Rogers in the 25th Century, al principi per a una pel·lícula estrenada al cinema i després per a una sèrie de televisió setmanal. La figura ben formada i ajustada de Gray, augmentada per un uniforme de mono d'una sola peça de Spandex, va ser popular entre el públic predominantment masculí jove del programa.
En resposta, Gray va comentar que era conscient de la sensualitat del seu uniforme que era tan ajustat que se'l va haver de cosir. El seu personatge també va tenir un gran perfil dins del programa, sent la protagonista femenina i només per darrere de Gil Gerard en el paper protagonista, representant així un dels primers exemples d'un personatge femení fort en un entorn de ciència-ficció. Per això, Gray va ser vista com una model important per a les espectadores femenines. Una vegada va dir a un entrevistador:
| « | Vaig ser la primera dona coronel. Em va agradar ser aquest tipus de model per a les dones joves que veien el programa. Una dona pot ser coronel! Una dona pot estar al capdavant! Aleshores eren idees noves. | » |

Poc després de Buck Rogers, Gray va aparèixer a la primera temporada Magnum, P.I. a l'episodi, J. «Digger» Doyle, en què interpretava a l'experta en seguretat, Joy «Digger» Doyle. Es planejava que el paper es tornés recurrent, fins i tot possiblement una sèrie derivada, però cap dels dos casos es va produir, i va ser l'única aparició del personatge a la sèrie.
El 1982, va interpretar el paper de Lilah a la pel·lícula d'estiu Six Pack com a interès amorós al costat de Kenny Rogers.
El paper de Gray com a Kate Summers a la sèrie de televisió Silver Spoons va durar diversos anys a la dècada del 1980.
Quan va acabar aquell programa, va treballar habitualment en cinema i televisió; va aparèixer en un episodi de Superboy i Murder, She Wrote.
El 1993, va tenir un paper destacat a Jason Goes to Hell: The Final Friday, la novena pel·lícula de la sèrie Friday the 13th.
El 2005, va aparèixer a la pel·lícula Siren.
L'any 2010, Gray i Gil Gerard van tornar a Buck Rogers interpretant els pares dels personatges a l'episodi pilot de la sèrie web de Buck Rogers.
També ha treballat en anuncis publicitaris, inclòs un anunci de 2010 per a llaminadures per a gossos Pup-Peroni.
En Grey també és un agent de càsting. La seva agència, Heroes for Hire, s'especialitza en reservar estrelles de ciència-ficció i fantasia per a aparicions personals, xerrades i esdeveniments benèfics. Gray també ensenya tai-txi.
El 1998, Gray va escriure el llibre Act Right amb Mara Purl que conté consells per a actors novells de televisió i cinema. L'any 2002 es va publicar una edició revisada.
Gray va protagonitzar la pel·lícula Dreams Awake del 2011 (amb el coprotagonista d' Alien Nation Gary Graham). També interpreta el paper de Madeline Twain a la sèrie web The Guild.
Gray també ha protagonitzat el webisode de 2014 Lolani de la sèrie web Star Trek Continues com a Commodore Grey, un episodi que també va protagonitzar Lou Ferrigno. Va repetir el paper a l'episodi Embracing The Winds.

## Vida peresonal
Grey s'ha casat dues vegades. Va conèixer el seu primer marit, Ken Schwartz, a l'escola secundària. Schwartz, un executiu de béns arrels d'èxit, es va quedar a Nova York amb el seu fill petit quan Gray va començar a treballar a Buck Rogers, i finalment es va traslladar a Los Angeles per treballar com a gerent quan la seva carrera d'actriu es va fer important. El matrimoni va durar del 1968 al 1990. Van tenir un fill, Kevan Ray Schwartz, nascut el 1976.
Grey es va casar amb Richard Hissong el 1991, i la seva filla Samantha va néixer el mateix any. Samantha interpreta la xicota de Buck Rogers, Maddy, a l'episodi pilot de la sèrie de vídeos d'internet Buck Rogers de James Cawley.

## Filmografia

### Cinema
| Any  | Títol                                | Paper                   | Notes        |
| ---- | ------------------------------------ | ----------------------- | ------------ |
| 1979 | Buck Rogers in the 25th Century      | Coronel Wilma Deering   |              |
| 1979 | Winter Kills                         | Beautiful Woman Three   |              |
| 1982 | Six Pack                             | Lilah                   |              |
| 1989 | The Princess and the Dwarf           | Desconegut              |              |
| 1993 | Jason Goes to Hell: The Final Friday | Diana Kimble            |              |
| 1994 | A Dangerous Place                    | Audrey                  |              |
| 1994 | T-Force                              | Major Pendleton         |              |
| 2000 | The Last Producer                    | Dee Freeman             |              |
| 2000 | Woman's Story                        | Laurel Warner           |              |
| 2000 | Delicate Instruments                 | Jessica Livingston      | Curtmetratge |
| 2001 | Serial Intentions                    | Virginia Madden         |              |
| 2001 | Touched by a Killer                  | Liza Collins            |              |
| 2001 | Social Misfits                       | Sharon Cox, Mitsy's Mom |              |
| 2002 | Clover Bend                          | Betty Clayton           |              |
| 2002 | Special Weapons and Tactics          | La Major                | Curtmetratge |
| 2003 | Manfast                              | Gloria Day              |              |
| 2005 | Caught in the Headlights             | Mrs. Jones              |              |
| 2006 | Siren                                | Sharon Cox              |              |
| 2007 | Jane Doe: How to Fire Your Boss      | Laura Sands             |              |
| 2007 | The Wedding Video                    | Carol                   |              |
| 2008 | Loaded                               | Susan Price             |              |
| 2008 | My True Self                         | Mrs. Ellen Fields       |              |
| 2009 | Hunter Prey                          | Clea                    |              |
| 2011 | Dreams Awake                         | Hope Emrys              |              |
| 2012 | Nesting                              | Mrs. Deegan             |              |
| 2014 | Christmas in Palm Springs            | Mayor Tomlin            |              |
| 2017 | In-World War                         | Mare                    |              |
| 2019 | Finding Grace                        | Jutjessa Ariel Harper   |              |
| 2019 | A Christmas Princess                 | Reina                   |              |

### Televisió
| Any       | Títol                                                               | Paper                              | Notes                                                                                          |
| --------- | ------------------------------------------------------------------- | ---------------------------------- | ---------------------------------------------------------------------------------------------- |
| 1976      | Maude                                                               | Model (no acreditada)              | 1 episodi: The Game Show                                                                       |
| 1978      | Police Story                                                        | Laurie Tice                        | 1 episodi: Day of Terror... Night of Fear                                                      |
| 1978      | Evening in Byzantium                                                | Gail McKinnon                      | Pel·lícula per a la televisió                                                                  |
| 1979      | The Rockford Files                                                  | Margaret 'Alta' Hatch              | 1 episodi: With the French Heel Back, Can the Nehru Jacket Be Far Behind?                      |
| 1979      | The Ultimate Impostor                                               | Beatrice 'Bucky' Tate              | Pel·lícula per a la televisió                                                                  |
| 1979      | B. J. and the Bear                                                  | Samantha Evans                     | 1 episodi: Cain's Cruiser                                                                      |
| 1979-1981 | Buck Rogers in the 25th Century                                     | Colonel Wilma Deering              | Protagonista femení, sèrie sencera (32 episodes)                                               |
| 1980      | Vegas                                                               | Jennifer Stallings                 | 1 episodi: Black Cat Killer                                                                    |
| 1980      | Coach of the Year                                                   | Paula DeFalco                      | Pel·lícula per a la televisió                                                                  |
| 1980-1982 | Fantasy Island                                                      | Laura Jensen / Carla Marco         | 2 episodis: Face of Love/Image of Celeste, Skater's Edge/Concerto of Death/The Last Great Race |
| 1980      | The Love Boat                                                       | Maggie Cook, Agent to Mr. Swaggart | Temporada 4 Episodi 9: Maggie Cook                                                             |
| 1981      | Magnum, P.I.                                                        | Joy 'Digger' Doyle                 | 1 episodi: J. 'Digger' Doyle                                                                   |
| 1982      | The Fall Guy                                                        | Bonnie Carlson                     | 2 episodis: License to Kill: Parts 1 i 2                                                       |
| 1982      | Simon & Simon                                                       | Vicki Whittaker                    | 1 episodi: Matchmaker                                                                          |
| 1982      | Knight Power                                                        | Zalga (voice)                      | Episode: "Pinkbeard's Treasure"                                                                |
| 1982      | Born Beautiful                                                      | Betsy Forrest                      | Pel·lícula per a la televisió                                                                  |
| 1982–1987 | Silver Spoons                                                       | Kate Summers-Stratton              | 5 temporades; 116 episodis                                                                     |
| 1985      | Code of Vengeance                                                   | Nadine Flowers                     | 1 episodi: Code of Vengeance                                                                   |
| 1986      | Hotel                                                               | Vanessa Clark                      | 1 episodi: Façades                                                                             |
| 1987      | Starman                                                             | Jenny Hayden                       | 2 episodis: Starscape: Parts 1 i 2                                                             |
| 1987      | Breaking Home Ties                                                  | Carol                              | Pel·lícula per a la televisió                                                                  |
| 1988      | Perry Mason: The Case of the Avenging Ace                           | Captain Terry O'Malley             | Pel·lícula per a la televisió                                                                  |
| 1988      | Addicted to His Love                                                | Jenny Barrett                      | Pel·lícula per a la televisió                                                                  |
| 1988      | Murder, She Wrote                                                   | Andrea Dean                        | 1 episodi: Wearing of the Green                                                                |
| 1989      | The Hitchhiker                                                      | Leslie                             | 1 episodi: Together Forever                                                                    |
| 1989      | Hunter                                                              | Kate Lawson                        | 1 episodi: On Air                                                                              |
| 1990      | L.A. Law                                                            | Rochelle Peters                    | 1 episodi: Ex-Wives and Videotape                                                              |
| 1990      | Laker Girls                                                         | Julie Lawrence                     | Pel·lícula per a la televisió                                                                  |
| 1990      | Jake and the Fatman                                                 | Jill Crockett                      | 1 episodi: I Know that You Know                                                                |
| 1991      | Evening Shade                                                       | Madeline Hall                      | 1 episodi: Wood and Ava and Gil and Madeline                                                   |
| 1991      | The New Lassie                                                      | Maggie Sullivan                    | 1 episodi: Leeds, the Judge                                                                    |
| 1992      | Superboy                                                            | Samantha Meyers                    | 1 episodi: Cat and Mouse                                                                       |
| 1992      | Dark Justice                                                        | Desconegut                         | 1 episodi: The Specialist                                                                      |
| 1992      | Les Danseurs du Mozambique                                          | Kathryn Saint                      | Pel·lícula per a la televisió                                                                  |
| 1993      | Almost Home                                                         | Jennifer                           | 1 episodi: Sleeping with the Enemy                                                             |
| 1993      | Bonkers                                                             | Shirley                            | 1 episodi: Quibbling Rivalry                                                                   |
| 1993      | Official Denial                                                     | Annie Corliss                      | Pel·lícula per a la televisió                                                                  |
| 1993-1996 | Silk Stalkings                                                      | Connie Bayliss / Jillian Borson    | 2 episodis: Dead Weight, Exit Dying                                                            |
| 1994      | Honor Thy Father and Mother: The True Story of the Menendez Murders | Pamela Bozanich                    | Pel·lícula per a la televisió                                                                  |
| 1994      | Burke's Law                                                         | Brenda Palmer                      | 1 episodi: Who Killed the Anchorman?                                                           |
| 1994      | Heaven Help Us                                                      | Desconegut                         | 1 episodi: The Belle's Farewell                                                                |
| 1995      | Crowfoot                                                            | Nora                               | Pel·lícula per a la televisió                                                                  |
| 1995      | Renegade                                                            | Donna MacKenzie                    | 1 episodi: Dead Heat                                                                           |
| 1997–1998 | Baywatch                                                            | Chief Monica Johnson               | 5 episodis                                                                                     |
| 1999–2000 | Port Charles                                                        | Nicole Devlin                      |                                                                                                |
| 2000      | Profiler                                                            | Congresswoman Karen Archer         | 3 episodis: Paradise Lost, The Long Way Home, Mea Culpa                                        |
| 2007      | The Wedding Bells                                                   | Candy Heller                       | 1 episodi: Wedding from Hell                                                                   |
| 2007      | Nuclear Hurricane                                                   | Jane                               | Pel·lícula per a la televisió                                                                  |
| 2008      | Ghouls                                                              | Liz                                | Pel·lícula per a la televisió                                                                  |
| 2010      | Elf Sparkle and the Special Red Dress                               | Josette Peacock                    | Pel·lícula per a la televisió                                                                  |
| 2011      | The Guild                                                           | Madeleine Twain                    | 5 episodis                                                                                     |
| 2012      | I Married Who?                                                      | Ethel Swift                        | Pel·lícula per a la televisió                                                                  |
| 2013      | TableTop                                                            | Ella mateixa                       | 1 episodi: "Unspeakable Words"                                                                 |
| 2014      | Star Trek Continues                                                 | Commodore Gray                     | 2 episodis: Lolani, Embracing the Winds                                                        |
| 2016      | A Perfect Christmas                                                 | Patricia                           | Pel·lícula per a la televisió                                                                  |
| 2017      | Mystery Science Theater 3000                                        | Martha Masters                     | 1 episodi: Reptilicus                                                                          |
| 2018      | The Thundermans                                                     | «Nana» Thunderman                  | 1 episodi: Make it Pop Pop                                                                     |

### Videojocs
| Any  | Títol                        | Paper                           | class |
| ---- | ---------------------------- | ------------------------------- | ----- |
| 2009 | Ghostbusters: The Video Game | Spider Witch / Veus addicionals |       |